# Торсхавн
Торсхавн (ферј. Tórshavn, дан. Thorshavn, швед. Torshamn) је главни град Фарских Острва. Град је налази у јужном делу острва Streymoy и има 12.410 становника, што га чини и највећим градом на острвима. Име у преводу значи лука Тора, које је по Норсијском митологијом бог грома.
Фарски парламент, Løgting се налази у старом историјском Тинганес полуострву у Торсхавену. Северозападно лежи планина од 347 m, на југозападу планина од 350 m.

## Раст становништва
| Година       | Становника |
| ------------ | ---------- |
| 1801         | 554        |
| 1854         | око 900    |
| 1900         | 1656       |
| 1925         | 2896       |
| 1950         | 5607       |
| 1975         | 11,329     |
| 1980         | 12,641     |
| 1985         | 13,507     |
| 1990         | 14,689     |
| 1995         | 13,781     |
| 1997         | 15,844     |
| 1998         | 16,121     |
| 1999         | 16,469     |
| 2000         | 17,777     |
| 2001         | 18,067     |
| 2002         | 18,420     |
| 2005         | 19,282     |
| 2020*        | 23,000     |
| *предвиђа се |            |